# Бичер, Дженгиз
Дженги́з Биче́р (тур. Cengiz Biçer, нем. Cengiz Bicer; 11 декабря 1987, Грабс, Швейцария) — лихтенштейнский футболист турецкого происхождения, вратарь клуба «Бальцерс». Выступал в сборной Лихтенштейна.

## Карьера

### Клубная
Воспитанник футбольного клуба «Эшен-Маурен». Начинал свою карьеру в этом клубе, но ни разу не сыграл за первую команду в официальных матчах, больше выступая в молодёжном составе. В 2008 году ушёл в «Самсунспор», но отыграл там только одну игру турецкой Первой лиги. В 2010 году перешёл в «Мерсин Идманюрду». Дебютировал в высшем дивизионе Турции 30 марта 2012 года в игре против «Карабюкспор». Летом 2014 года Бичер перешел в «Гёзтепе», выступающий во второй лиге Турции. С командой Бичер выиграл лигу и вышел в первую лигу Турции. Летом 2016 года перешёл в клуб четвёртого дивизиона «Йомраспор». В 2023 году перешёл в «Бальцерс».

### В сборной
На счету Бичера 6 матчей за молодёжную команду и одиннадцать матчей за старшую сборную. Дженгиз дебютировал в матче против Исландии 11 августа 2010 года, в котором лихтенштейнцы неожиданно удержали ничью 1:1. А в товарищеском матче, который состоялся 11 ноября 2011, он пропустил три мяча от игроков сборной Венгрии, выйдя на замену Петеру Йеле во втором тайме (итоговый счет 5:0 в пользу венгров).